# Dlouhý pochod 1
Dlouhý Pochod 1, také známý jako Changzheng-1 (CZ-1) je raketou, která vynesla první čínský satelit a je prvním typem raket Dlouhý pochod.

## Historie
Druhý let vynesl 24. dubna 1970 první čínskou družici Dong Fang Hong 1. Raketa byla v provozu v letech 1970 – 1971 se dvěma úspěšnými lety ze tří.

## Seznam letů
| Datum          | Náklad           | Oběžná dráha | Výsledek |
| -------------- | ---------------- | ------------ | -------- |
| 16. října 1969 | Dong fang hong 1 | LEO          | neúspěch |
| 24. dubna 1970 | Dong fang hong 1 | LEO          | úspěch   |
| 3. března 1971 | Shi Jian 1       | LEO          | úspěch   |